# Жанна де Бар (графиня Суассона)
Жанна Барская (фр. Jeanne de Bar; 1415 — 1462) — графиня Марля и Суассона, виконтесса Мо, дама Конде, Дюнкерка, Бурбура, Гравелина и т. д. Дочь и наследница Роберта Барского, графа Марля и Суассона, и его жены Жанны де Бетюн, виконтессы Мо.

## Биография
В год её рождения отец погиб в битве при Азенкуре, и в 1418 году мать вышла замуж за Жана Люксембургского, графа Линьи.
В своё время Роберт Барский отказался от притязаний на герцогство Бар при условии, что если сыновья герцога Роберта I Эдуард III и Людовик умрут, не оставив наследников мужского пола, герцогиней станет его дочь. Эдуард III погиб в битве при Азенкуре. Людовик избрал духовную карьеру и стал кардиналом. Однако в 1420 году он назначил своим наследником внучатого племянника — Рене Анжуйского.
Жан Люксембургский от имени падчерицы предъявил права на Бар. У него был ещё один территориальный спор с Рене Анжуйским — насчёт графства Гиз. Заручившись поддержкой герцога Бедфорда, в 1425 году Жан де Линьи захватил его силой.
В 1433 году было заключено соглашение, согласно которому Жанна отказывалась от притязаний на герцогство Бар, а Рене Анжуйский — от графства Гиз.

## Семья
В 1433 году Жан де Линьи стал опекуном своего 15-летнего племянника Людовика Люксембургского, графа де Сен-Поль. Он организовал его женитьбу на Жанне Барской. Свадьба состоялась 16 июля 1435 года.
Дети:
- Жан (ум. 1476), граф Марля и Суассона;
- Пьер II (ум. 1482), граф Сен-Поля, Суассона и Марля;
- Антуан I (1445/1450–1519), граф де Русси, де Бриенн и де Линьи
- Шарль (1447—1509), архиепископ Лана;
- Жаклина (ум. 1511), с 1455 жена Филиппа де Круа, графа де Порсьен;
- Елена (ум. 1488), с 1466 жена Жана Савойского, барона де Фосиньи.